# Champignon à lames
Taxons concernés
Les champignons à lames, ou champignons lamellés, sont un groupe de champignons basidiomycètes dont le sporophore est caractérisé par un hyménium qui recouvre des feuillets, appelés lames, disposés en rayons sur la surface interne du chapeau. Selon la systématique classique (dite « friesienne »), ce critère morphologique servait à décrire un regroupement taxinomique unique : la famille des Agaricaceae ou l'ordre des Agaricales.
Les analyses microscopiques et moléculaires ont peu à peu conduit à renoncer à ce concept, et il est désormais acquis que plusieurs lignées distinctes de champignons ont développé un hyménium à lames par convergence évolutive.
Malgré ces révisions, la présence de lames et leur observation attentive permettent aux mycologues professionnels et amateurs de s'orienter dans l'identification des différents genres et espèces. Les critères définis par plusieurs générations de systématiciens pour créer des clés de détermination fiables restent valides, même s'ils ne reflètent pas les parentés évolutives des espèces considérées. Enfin, de nombreux ouvrages spécialisés et guides de terrain modernes continuent à présenter les champignons à lames comme un ensemble, par souci de pédagogie et de vulgarisation.

## Description
Chez les champignons à lames, l'hyménium (le tissu fertile qui produit les spores) tapisse la surface de feuillets ou lamelles qui rayonnent sous le chapeau. Ils se distinguent en cela des champignons à tubes terminés par des pores (comme les bolets ou les polypores), des champignons à aiguillons (comme les hydnes) ou des champignons à hyménium lisse (comme les clavaires). La forme « classique » des champignons à lames est composée d'une sorte de tige, appelée
pied ou stipe, qui porte un chapeau. Ce dernier est typiquement étalé en forme de parapluie, ou inversé en entonnoir. Il est le plus souvent circulaire, mais peut aussi adopter des formes rappelant un éventail, une oreille ou parfois une tablette. Chez certains groupes, en particulier ceux qui poussent sur le bois, le pied peut être absent et on parle alors de chapeau sessile.
Observées en coupe, les lames apparaissent plus ou moins cunéiformes ou triangulaires. Elles s'écartent parfois de leur forme typique en feuillet pour n'être plus que de légers replis, les « fausses-lames » des chanterelles.

## Taxinomie

### Histoire
Dans son ouvrage publié en 1753, Species plantarum, qui marque le point de départ de la nomenclature binominale, Carl von Linné classe les champignons dans le règne végétal. Il les assigne à l'ordre des Fungi, qui forme la classe des Cryptogame avec les fougères, les mousses et les algues. Il les divise en dix genres en fonction de leurs formes et nomme Agaricus celui des champignons à lames. Le genre, qui ne compte initialement que 27 espèces, est ensuite intensément développé par les botanistes de la deuxième partie du XVIIIe siècle. Mais ce sont les fondateurs de la mycologie moderne que sont Christiaan Hendrik Persoon et Elias Magnus Fries qui en élaborent la classification interne. Persoon le divise en plusieurs sections, prémisses de futurs genres, dont la plupart sont entrées dans la langue courante : amanites, lépiotes, cortinaires, mycènes, omphales, coprins, lactaires, russules, etc. Il considère notamment la présence ou l'absence de restes vélaires (volve, anneau, cortine) comme l'un des critères primordiaux pour distinguer les groupes d'espèces, et sépare les champignons à plis (ou fausses-lames), comme les chanterelles comme appartenant à un autre genre « agaricoïde ». 
Si Fries conserve lui aussi l'unique genre Agaricus dans ses premiers travaux, il établit la couleur de la sporée comme le critère hiérarchiquement le plus important. Sa division en tribus, qu'il élèvera plus tard en genres séparés, devient la pierre angulaire de la classification  des champignons à lames pour près de deux siècles, et reste aujourd'hui encore très influente. Le maître suédois passera sa carrière à affiner son système, ajoutant ou appuyant l'importance de nouveaux éléments morphologiques, comme le caractère cartilagineux ou non du stipe, la forme de la marge ou l'attachement des lames. Les critères qu'il applique pour découper ses séries ne sont pas forcément présents dans chacune d'elles, si bien que Fries s'écarte de plus en plus d'une classification naturelle pour favoriser un système formel, qui séduit par sa simpiclité et sa symétrie. Il semblerait d'ailleurs que dans son esprit, les correspondances entre les différentes coupures traduisaient des analogies plutôt que des affinités.
| Christiaan Hendrik Persoon, Synopsis methodica fungorum, 1801 | | Elias Magnus Fries, Systema Mycologicum , 1821 | |
| --- | --- | --- | --- |
| - Agaricoïdes - genre Amanita (avec volve) - genre Agaricus (sans volve) - section Lepiota (avec anneau) - section Cortinaria (avec cortine) - section Gymnopus (chapeau charnu) - section Mycena (chapeau membraneux) - section Omphalia (chapeau déprimé) - section Pleuropus (pied latéral ou absent) - section Coprinus (lames déliquescentes) - section Pratella (lames nuageuses) - section Lactifluus (avec lait) - section Russula (lames égales) - genre Merulius (lames veinées) - section Cantharellus (avec pied) - section Serpula (résupiné) - section Gomphus (en forme de massue) | - Agaricoïdes - genre Amanita (avec volve) - genre Agaricus (sans volve) - section Lepiota (avec anneau) - section Cortinaria (avec cortine) - section Gymnopus (chapeau charnu) - section Mycena (chapeau membraneux) - section Omphalia (chapeau déprimé) - section Pleuropus (pied latéral ou absent) - section Coprinus (lames déliquescentes) - section Pratella (lames nuageuses) - section Lactifluus (avec lait) - section Russula (lames égales) - genre Merulius (lames veinées) - section Cantharellus (avec pied) - section Serpula (résupiné) - section Gomphus (en forme de massue) | - genre Agaricus - série Leucosporus (spores blanches) - tribus Amanita, Lepiota, Armillaria, Limacium, Tricholoma (pied central, voile) - tribus Russula, Galorrheus, Clitocybe, Collybia, Mycena, Omphalia (pied central, nu) - tribu Pleurotus (pied excentrique ou nul) - série Hyporhodius (spores roses) - tribus Mouceron, Clitopilus, Leptonia, Nolana, Eccilia (voile nul) - série Cortinaria (spores ocracées) - tribus Telamonia, Inoloma, Phlegmacium, Dermocybe (cortine) - série Derminus (spores ferrugineuses) - tribus Pholiota, Myxacium, Hebeloma (voile distinct) - tribus Flammula, Inocybe, Naucoria, Galera, Tapinia, Crepidotus (voile fugace) - série Pratella (spores brun pourpre) - tribus Volvaria, Psalliota, Hypholoma, Psilocybe, Psatyra, Coprinarius (voile présent) - sous-genre Coprinus - sous-genre Gomphus (= Gomphidius) | - genre Agaricus - série Leucosporus (spores blanches) - tribus Amanita, Lepiota, Armillaria, Limacium, Tricholoma (pied central, voile) - tribus Russula, Galorrheus, Clitocybe, Collybia, Mycena, Omphalia (pied central, nu) - tribu Pleurotus (pied excentrique ou nul) - série Hyporhodius (spores roses) - tribus Mouceron, Clitopilus, Leptonia, Nolana, Eccilia (voile nul) - série Cortinaria (spores ocracées) - tribus Telamonia, Inoloma, Phlegmacium, Dermocybe (cortine) - série Derminus (spores ferrugineuses) - tribus Pholiota, Myxacium, Hebeloma (voile distinct) - tribus Flammula, Inocybe, Naucoria, Galera, Tapinia, Crepidotus (voile fugace) - série Pratella (spores brun pourpre) - tribus Volvaria, Psalliota, Hypholoma, Psilocybe, Psatyra, Coprinarius (voile présent) - sous-genre Coprinus - sous-genre Gomphus (= Gomphidius) |

La classification friesienne n'est véritablement remise en question qu'à la fin du XIXe siècle. Victor Fayod, puis Narcisse Patouillard, étudient la structure microscopique des « agarics » et découvrent que plusieurs groupes créés par Fries sont artificiels. Mais durant la majeure partie du XXe siècle, les champignons à lames continuent d'être interprétés comme un ensemble distinctif dans la plupart des classifications : ils forment l'ordre des Agaricales, pour se différencier des Aphyllophorales qui contiennent tous les champignons non-lamellés (à pores, à tubes, à aiguillons, etc). Ces deux ensembles constituent à leur tour la classe des Hyménomycètes, c'est-à-dire les champignons dont les spores proviennent d'un hyménium exposé, par opposition aux Gastéromycètes qui les produisent à l'intérieur.
La systématique interne des Agaricales est revue en profondeur dans les années 1980 par Rolf Singer et Robert Kühner. Le premier intègre les caractères anatomiques de Fries avec la micromorphologie des spores observée par Fayod, et intègre beaucoup d'espèces du néotropique et de l'hémisphère sud. Singer utilise un concept étroit du genre et en reconnait ainsi près de 200. Il conserve les Agaricales en un groupe unique, qu'il divise en trois sous-ordres : Agaricinae, Boletinae et Russulineae. L'inclusion des bolets et de plusieurs taxons poroïdes parmi les champignons à lames constitue en soi un écart par rapport au système strictement friesien. Kühner accentue quant à lui l'utilité des caractères cytologiques et sépare sur cette base les Agaricales de Singer en cinq ordres : Russulales, Boletales, Tricholomatales, Pluteales et Agaricales sensu stricto. Sa conception beaucoup plus large du genre le mène à n'en reconnaître que 75.

### Classification phylogénétique
Les analyses moléculaires ont rendu caduque la classification des champignons sur base de la forme de leurs sporophores. L'ordre des Agaricales reste le plus étendu de la classe des Agaricomycetes et contient toujours la majeure partie des champignons à lames. Mais on lui a adjoint toutes sortes d'autres groupes, qu'on croyait auparavant très éloignés, et on y trouve désormais de nombreuses autres formes. Ainsi, aux côtés des champignons classiques comme les amanites ou les coprins, l'ordre contient des espèces formant des sporophores de type poroïde, comme la langue-de-boœuf, coralloïde, comme les clavaires, ou encore gastéroïde, comme les vesses-de-loup. La génétique a par contre confirmé la séparation des russules et des lactaires dans l'ordre des Russulales, et des paxilles et des gomphides dans celui des Boletales. Les lentins, dont la place au sein des Agaricales a longtemps fait débat, ont montré des liens de parenté avec certains lenzites et polypores, et sont désormais répartis entre les Polyporales, les Russulales et les Agaricales. Ces rapprochements ont également donné lieu à la création d'un nouvel ordre, les Gloeophyllales. Enfin, certaines omphales, comme Rickenella fibula, forment en réalité un clade complètement séparé qui a été réattribué à l'ordre des Hymenochaetales. Tous ces groupes contiennent par ailleurs de nombreuses autres formes non-lamellées. 
| Ordres          | À lames                        | À lames                     | À lames                     |                           | Sans lames |
| --------------- | ------------------------------ | --------------------------- | --------------------------- | ------------------------- | ---------- |
| Agaricales      | Lamellé stipité (avec pied)    | Lamellé stipité (avec pied) | Lamellé stipité (avec pied) | Gastéroïde épigé          |            |
| Agaricales      | Agaricus bisporus              | Amanita muscaria            | Coprinus comatus            | Lycoperdon pyriforme      |            |
| Agaricales      | Lamellé sessile (sans pied)    | Lamellé sessile (sans pied) | Lamellé sessile (sans pied) | Coralloïde                |            |
| Agaricales      | Crepidotus mollis              | Panellus serotinus          | Pleurotus ostreatus         | Clavaria zollingeri       |            |
| Boletales       | Lamellé stipité                | Lamellé stipité             | Lamellé sessile             | Poroïde stipité           |            |
| Boletales       | Hygrophoropsis aurantiaca      | Phylloporus rhodoxanthus    | Tapinella panuoides         | Boletus edulis            |            |
| Russulales      | Lamellé stipité                | Lamellé stipité             | Lamellé sessile             | Gastéroïde hypogé         |            |
| Russulales      | Lentinellus cochleatus         | Russula compacta            | Lentinellus montanus        | Zelleromyces cinnabarinus |            |
| Gloeophyllales  | Lamellé stipité                | Lamellé stipité             | Lamellé sessile             | Lisse résupiné            |            |
| Gloeophyllales  | Heliocybe sulcata              | Neolentinus lepideus        | Gloeophyllum sepiarium      | Veluticeps abietina       |            |
| Polyporales     | Lamellé stipité                | Lamellé stipité             | Lamellé sessile             | Poroïde sessile           |            |
| Polyporales     | Lentinus tigrinus              | Panus neostrigosus          | Lenzites betulinus          | Fomes fomentarius         |            |
| Hymenochaetales | Lamellé stipité                | Lamellé stipité             | Lamellé sessile             | Hydnoïde résupiné         |            |
| Hymenochaetales | Rickenella fibula              | Contumyces rosellus         | (Cyclomyces fuscus)         | Hymenochaetopsis olivacea |            |
| Gomphales       | Lamellé stipité                |                             |                             | Clavarioïde               |            |
| Gomphales       | Gloeocantharellus purpurascens | Clavariadelphus ligula      |                             |                           |            |
| Cantharellales  | Lamellé stipité                |                             |                             | Hydnoïde stipité          |            |
| Cantharellales  | (Cantharellus cibarius)        | Hydnum repandum             |                             |                           |            |

## Identification
S'il est souvent possible de déterminer le genre d'un champignon sans lames en observant simplement sa forme générale, l'identification des champignons à lames est généralement plus complexe. Il existe un grand nombre de clés de détermination, et chaque ouvrage ou chaque association mycologique personnalise souvent la sienne en fonction des espèces communes dans la région couverte. L'identification des principaux groupes ou genres de champignons à lames repose néanmoins traditionnellement sur l'observation de quatre critères principaux :
1. La texture de la chair. Chez les Russulales, elle est grenue, cassante et friable, en raison de la présence d'hyphes cylindriques moins cohérentes, constituées de cellules arrondies (sphérocystes groupées autour de laticifères)[10]. Le pied de ces champignons se casse franchement comme un morceau de craie et peut être facilement émietté. Chez tous les autres groupes de champignons, la texture est fibreuse, car la chair est constituée de filaments mycéliens allongés[11] ;
2. L'ornementation du stipe. Après déchirure, des vestiges de voile (partiel ou universel) peuvent subsister sous forme de volve, d'anneau, de cortine ou encore d'armille. Ces éléments essentiels à l'identification de certains groupes peuvent néanmoins disparaître à maturité et il faut se méfier de ne pas trop vite conclure à un pied « nu »[12] ;
3. L'insertion des lames. Elles peuvent être libres, et donc permettre de détacher facilement le pied du chapeau, adnées, décurrentes ou encore échancrées[8] ;
4. La couleur de la sporée. On distingue souvent quatre groupes : les leucosporés, dont la sporée varie du blanc pur au jaune foncé, les rhodosporés, chez qui elle est rose clair à incarnat, les ochrosporés, qui donnent des teintes ocres à brunes, et les mélanosporés, à la sporée sépia, violacée ou noir. S'il est parfois possible de deviner la couleur des spores en observant les lames du chapeau à maturité, il est souvent inspensable d'effectuer la sporée pour éloigner tout doute[13].

### Clé simplifiée des principaux groupes
Cette clé présente l'application des différents critères présentés ci-dessus pour identifier certains des groupes les plus connus de champignons à lames,,,. En raison de l'évolution de la taxinomie, ils ne correspondent pas toujours à un genre ou à une famille précis, et regroupent souvent des champignons qui ne sont pas apparentés. Il existe toutes sortes de formes intermédiaires et les critères retenus peuvent être absents ou difficiles à distinguer chez certaines espèces ou à certains stades de maturité. Enfin, elle ne considère pas les polypores à hyménium plus ou moins lamellé.
| Légende des sporées |
| --- |
| - blanche (blanc pur, crème, jaune pâle) - rose (rose pâle, saumon, terre cuite) - brune (tabac, café au lait, ocre roux, rouille) - foncée (brun pourpre, sépia, bistre noirâtre) - vvariable (blanc à jaune ocre selon les espèces) |

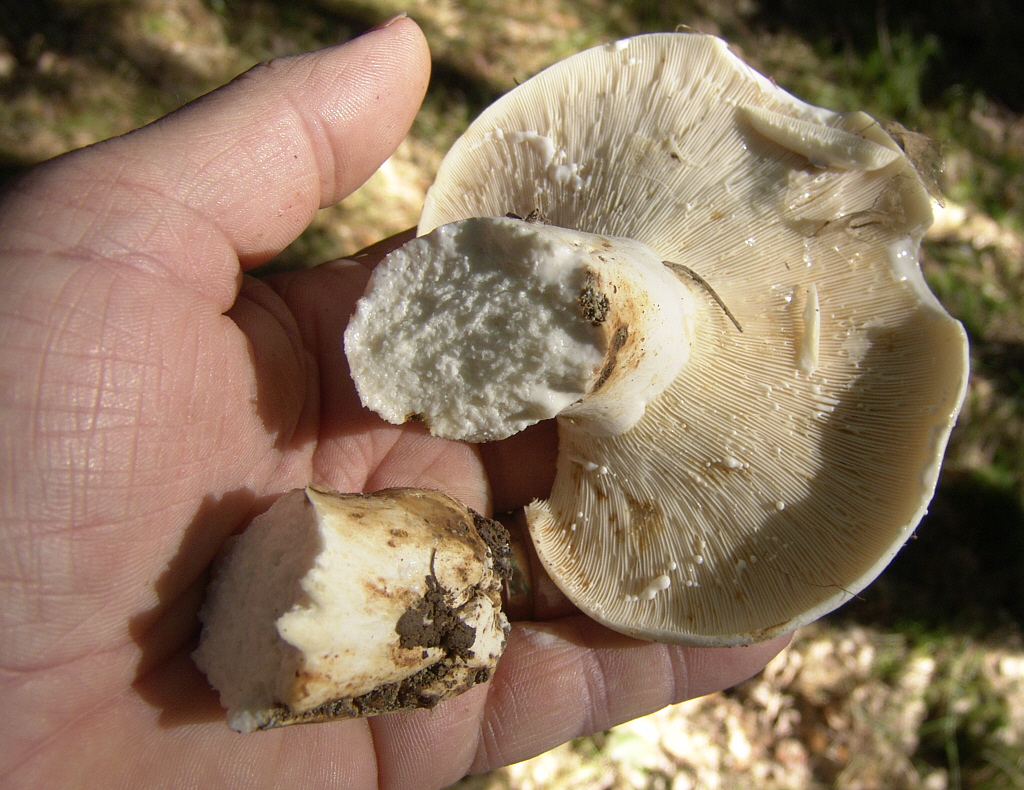
La chair cassante (et le lait) d'un lactaire.

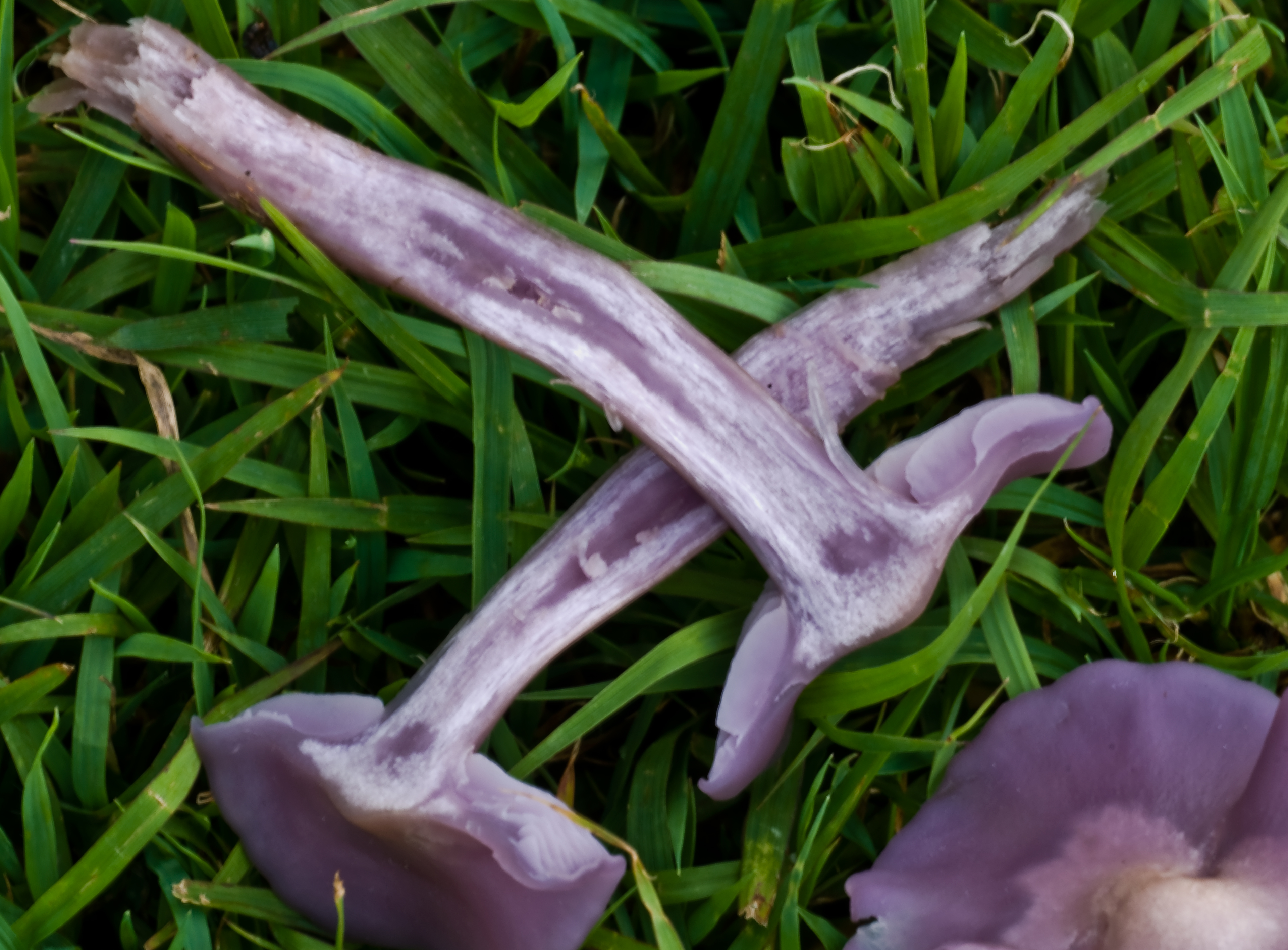
La chair fibreuse d'une lépiste.

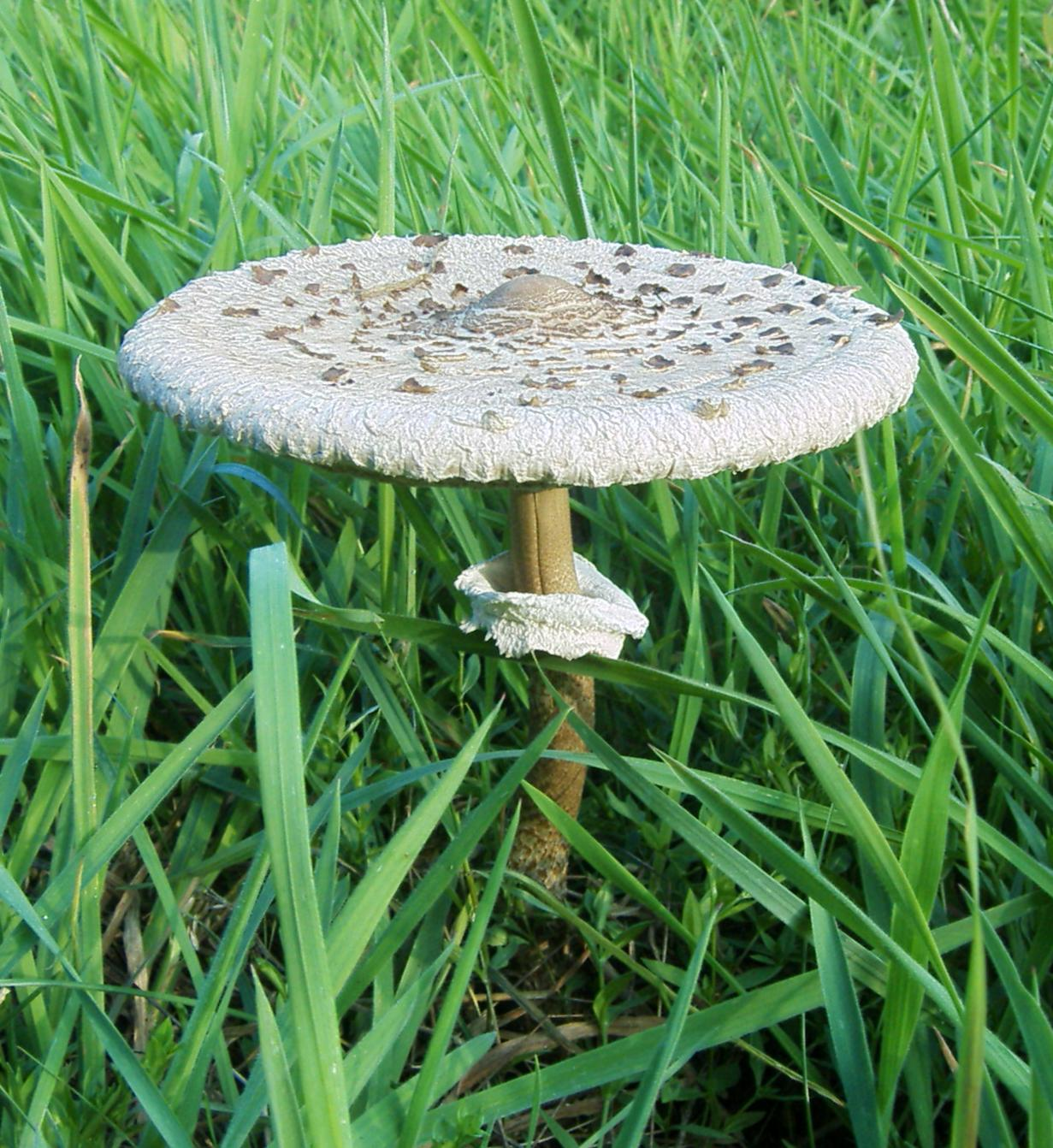
L'anneau d'une lépiote.

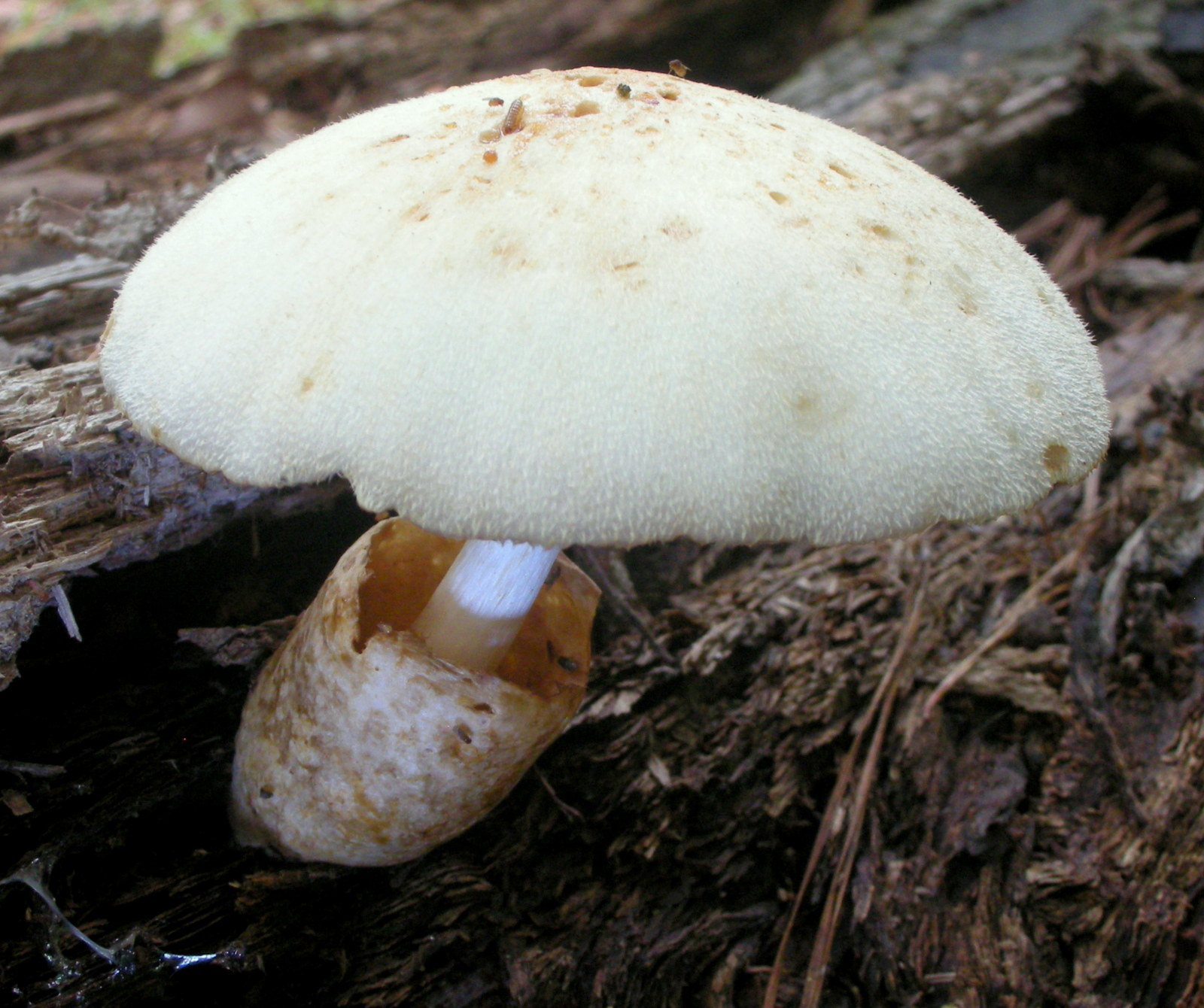
La volve d'une volvaire.

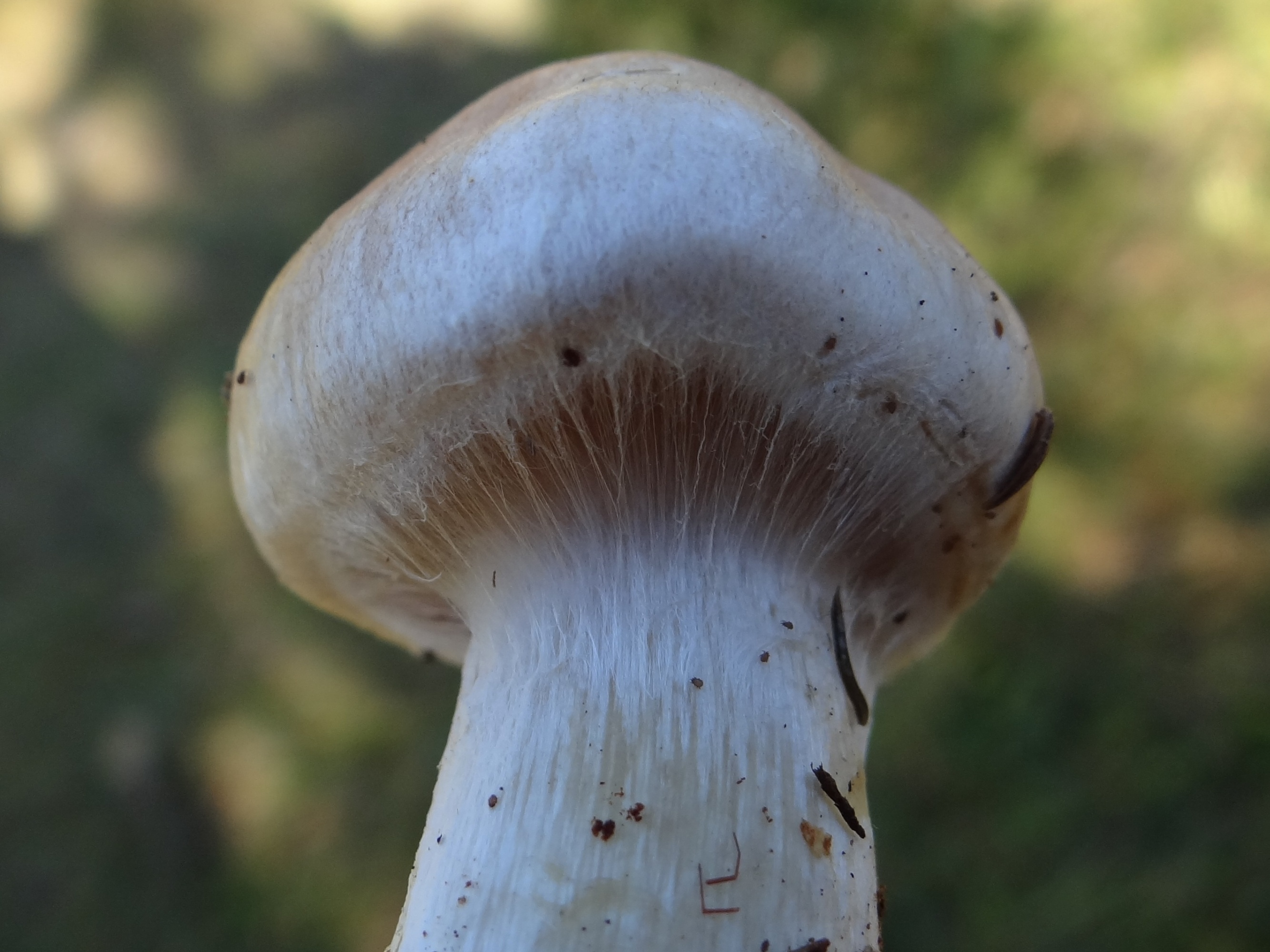
La cortine d'un cortinaire.

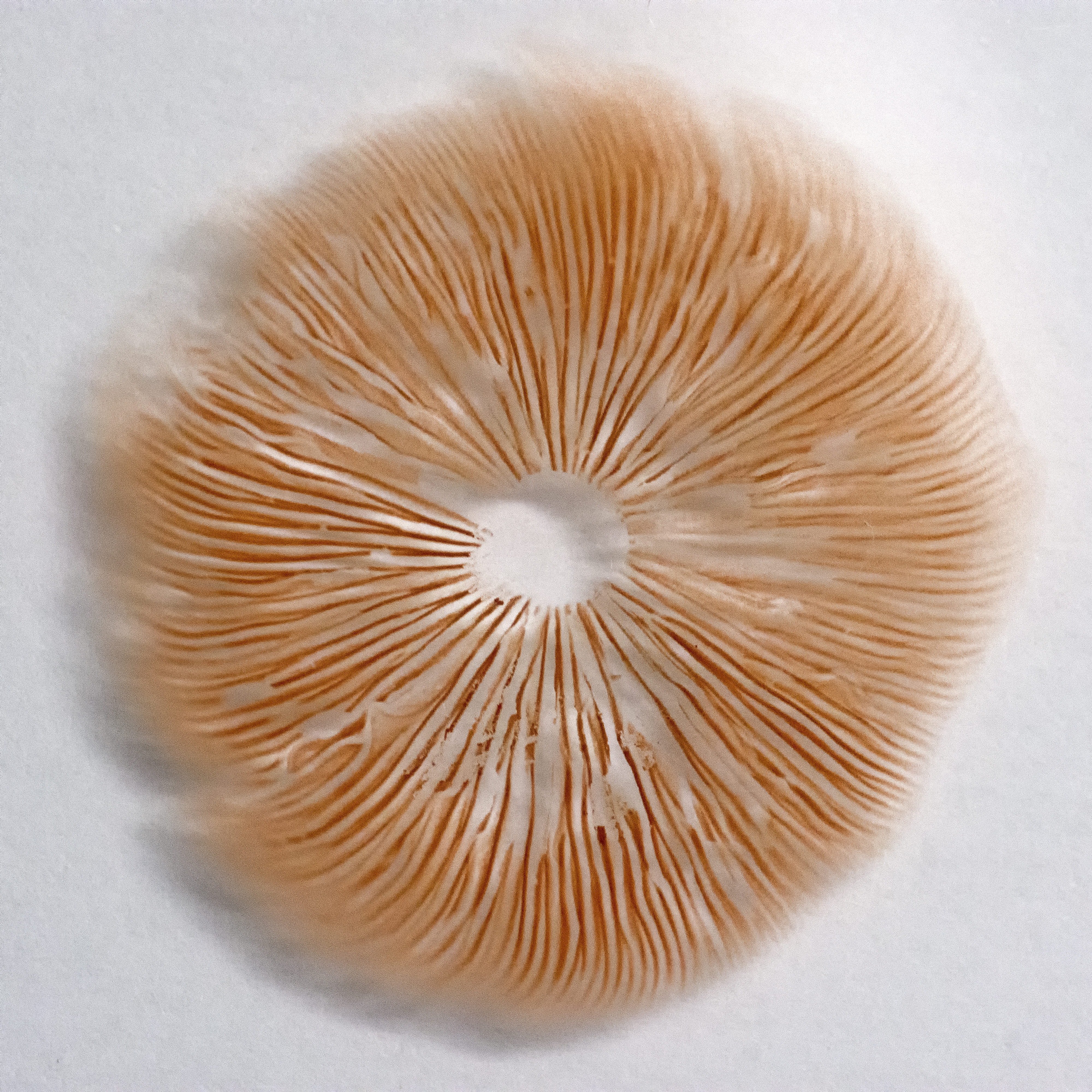
La sporée rose saumon d'un entolome.

Lames libres.

Lames adnés.

Lames décurrentes.

Lames échancrées.

- Champignons de forme « classique » avec pied et chapeau
  - lames réduites à des plis → Chanterelles
  - lames bien formées
    - chair cassante
      - lait à la cassure → v Lactaires
      - pas de lait → v Russules

    - chair fibreuse
      - pied latéral ou nul
        - sporée ocre →  Crépidotes
        - sporée blanche
          - chair pourrissante →  Pleurotes
          - chair élastique →  Lentins

      - pied central
        - volve
          - sporée blanche →  Amanites
          - sporée rose →  Volvaires

        - pas de volve
          - anneau ou armille
            - lignicole
              - sporée blanche →  Armillaires
              - sporée ocre-rouille
                - chapeau obtu souvent hygrophane →  Galères
                - chapeau écailleux ou visqueux →  Pholiotes

            - terrestre
              - lames adhérentes au pied →  Strophaires
              - lames libres
                - sporée blanche →  Lépiotes
                - sporée brun-pourpre →  Agarics

          - pas d'anneau
            - sporée violacée noire
              - lames décurrentes →  Gomphides
              - lames non décurrentes
                - lames déliquescentes →  Coprins
                - lames nuageuses →  Panéoles
                - lames à maturation normale
                  - chapeau collant →  Psilocybes
                  - chapeau sec, cortine légère
                    - couleur vive →  Hypholomes
                    - couleur terne →  Psathyrelles

            - sporée brune
              - lames décurrentes →  Paxilles
              - lames adnées
                - cortine, sporée ocre-rouille →  Cortinaires
                - pas de cortine
                  - espèce grêle, chapeau mince et lubrifié →  Bolbities
                  - espèce charnue
                    - chapeau conique et fribrilleux →  Inocybes
                    - chapeau arrondi et lisse →  Hébélomes

            - sporée rose
              - lames libres  →  Plutées
              - lames décurrentes  →  Clitopiles
              - lames adnées  →  Entolomes

            - sporée blanche
              - lames décurrentes
                - lames épaisses et cireuses  →  Hygrophores
                - lames fines et serrées
                  - espèce grêle  →  Omphales
                  - espèce charnue →  Clitocybes

              - lames échancrées
                - lames facilement détachables  →  Lépistes
                - lames non détachables →  Tricholomes

              - lames adnées
                - pied fragile
                  - lames espacées →  Laccaires
                  - lames serrées →  Mycènes

                - pied tenace
                  - chair imputrescible →  Marasmes
                  - chair putrescible →  Collybies

### Synonymes
1. ↑  syn. Hygrophorus Fr., 1836.
2. ↑  syn. Lactarius Pers., 1797.
3. 1 2 3  syn. Entoloma Fr. ex P. Kumm., 1871.
4. 1 2 3 4 5  syn. Cortinarius (Pers.) Gray, 1821.
5. ↑  syn. Pholiota (Fr.) P. Kumm., 1871.
6. ↑  syn. Galerina Earle, 1909.
7. ↑  syn. Tapinella E.-J.Gilbert, 1931.
8. ↑  syn. Panaeolus (Fr.) Quél., 1872.